# Rasm Abbud Dżiftlik
Rasm Abbud Dżiftlik – wieś w Syrii, w muhafazie Aleppo, w dystrykcie Manbidż. W 2004 roku liczyła 340 mieszkańców.